# كونراد بي. كنوتسن
كونراد بي. كنوتسن (بالنرويجية البوكمول: Konrad B. Knutsen)‏ هو قانوني ومحامي نرويجي، ولد في 21 سبتمبر 1925 في Voss ‏ في النرويج، وتوفي في 2 أكتوبر 2012.